# Aldabra-Gruppe
Die Aldabra-Gruppe ist eine Inselgruppe im südlichen Indischen Ozean etwa 360 km nördlich von Madagaskar gelegen. Sie gehört zur Republik Seychellen und wird dort zu den sogenannten Outer Islands gezählt.
Die Gruppe besteht aus dem Aldabra-Atoll, dem Cosmoledo-Atoll, sowie den beiden Inseln Assomption und Astove.
Die gesamte Landfläche der Gruppe beträgt 175,91 km². Ausgedehnt ist die Gruppe jedoch auf mehrere tausend Quadratkilometer. Keine der Inseln ist regulär bewohnt, es gibt aber mehrere Stationen zur Erforschung und zum Schutz des Atolls. Vorbeikommende Passagierschiffe bieten Tagesausflüge auf die meisten der Inseln an.
Die Aldabra-Gruppe ist von den Hauptinseln der Seychellen, Mahé und Praslin (den so genannten Inner Islands) mehr als 1000 km entfernt.
Im Februar 2018 verkündete die Regierung der Seychellen ihre Absicht, das 75.000 km² umfassende Seegebiet um die Inselgruppe zum Naturschutzgebiet zu erklären.